# Georgia ai XX Giochi olimpici invernali
La Georgia ha partecipato ai XX Giochi olimpici invernali di Torino, svoltisi a dall'11 al 26 febbraio 2006, con una delegazione formata da 3 atletI, 2 uomini e una donna.

## Pattinaggio di figura
| Gara                  | Atleta               | Obbligatorio | Obbligatorio | Breve/Originale | Breve/Originale | Libero          | Libero | Totale | Totale |
| Gara                  | Atleta               | Punti        | Pos.         | Punti           | Pos.            | Punti           | Pos.   | Punti  | Pos.   |
| --------------------- | -------------------- | ------------ | ------------ | --------------- | --------------- | --------------- | ------ | ------ | ------ |
| Individuale maschile  | Vakhtang Murvanidze  |              |              | 49,68           | 28              | non qualificato |        |        | 28     |
| Individuale femminile | Elene Gedevanishvili |              |              | 57,90           | 6               | 93,56           | 13     | 151,46 | 10     |

## Sci alpino
| Gara    | Atleta             | 1° manche | 2° manche | Tempo totale | Posizione |
| ------- | ------------------ | --------- | --------- | ------------ | --------- |
| Slalom  | Iason Abramashvili | 1'01"84   | 56"83     | 1'58"67      | 32        |
| Gigante | Iason Abramashvili | 1'27"59   | 1'27"27   | 2'54"86      | 29        |